# Villaricca
Villaricca (fino al 13 maggio 1871 denominata Panicocoli, Panecuócole in napoletano) è un comune italiano di 31 411 abitanti della città metropolitana di Napoli in Campania.

## Geografia fisica
Villaricca si trova nella pianura campana, una quindicina di chilometri a nord di Napoli. Il comune è composto da due aree distinte: il capoluogo e, a ovest, la frazione di Torretta-Scalzapecora. I due centri abitati sono separati da una lingua del comune di Calvizzano larga circa 250 m che termina presso il rio Fosso del Carmine. Il comune è interamente pianeggiante e ha un'altezza media sui 100 metri sul livello del mare.

## Origini del nome
L'attuale toponimo del comune risale al 13 maggio del 1871, quando fu abbandonata l'antica denominazione Panicocoli. L'antico nome è spesso presente nell'uso dialettale, soprattutto tra la popolazione più anziana che si riferisce al proprio paese come Panecuocole. L'antica denominazione rinvia al latino medievale panicoculus (formato da panis, pane, e dal tema di coquere, cuocere), ovvero fornaio. Le delibere per l'attuale denominazione risalgono alla seconda metà del XIX secolo, più precisamente agli anni 1862 e 1865.

## Storia
I primi documenti dove Villaricca viene citata ufficialmente sono delle transazioni di terreni risalenti al 988 e al 1031, ma il suo territorio risulta già abitato in epoca remota: alcune tombe rinvenute nel 1955, con relativi corredi funerari, fanno supporre agli storici che il luogo fosse abitato già migliaia di anni prima dell'avvento di Cristo.

Le prime tracce di un villaggio vero e proprio sono riconducibili al periodo tra il IV e il V secolo d.C.. La particolare struttura quadrangolare della antica area abitata della cittadina fa pensare che essa abbia ospitato accampamenti militari romani.
Nella metà dell'IX secolo, Panicocoli divenne presidio normanno sotto il comando di Danabaldo.

Nel 1134, Ruggero il Normanno pose un lungo assedio a Panicocoli: qui fu sconfitto dalle forze alleate di napoletani e mercenari pisani. Di nuovo nel 1135, Villaricca fu teatro di tentativi di conquista del Regno di Ruggiero il Normanno. Quando quest'ultimo salì al trono nel 1140, elevò l'abitato a capoluogo di distretto, governato da un conte.

Nel Medioevo, Panicocoli, come casale del Demanio regio, usufruì dei privilegi fiscali legate a questa particolare condizione. Di questo periodo si hanno poche testimonianze documentarie: pare che il luogo di aggregazione del villaggio fosse la Chiesa di San Simplicio, sulle cui rovine è nata successivamente, nel 1407, la Chiesa di Santa Maria dell'Arco.

Nel 1631 il viceré di Napoli, Manuel de Acevedo y Zúñiga conte di Monterey, perseguendo una politica fiscale, eliminò i privilegi di cui usufruivano i territori inclusi nel Demanio regio e cercò di vendere il casale di Panicocoli. Nel 1633 il casale fu acquistato per 20 370 ducati da Salvo Sclano, Conte d'Athos o di Montesanto. Egli era Iureconsulto, appartenente al Collegio dei Dottori di Napoli ed era discendente dalla nobile famiglia napoletana che amministrava da secoli il Sedile del Porto di Napoli. Divenne il primo Barone e assunse il titolo di Principe di Panicocoli, ma governò per un solo anno. Infatti nel 1634 il feudo fu venduto al barone Giannantonio Parisio per 2370 ducati. Nel 1710 fu acquistato invece dal principe Carlo de Tassis, conte di Zellò e marchese di Paullo. Carlo de Tassis, per problemi economici, vendette nel 1728 Panicocoli a Nicola Petra, duca di Vastogirardi, la cui famiglia governò il feudo fino al 1806, anno in cui furono emanate le Leggi eversive della feudalità che decretarono la fine di tutti i privilegi feudali nel Regno di Napoli e l'inizio delle Amministrazioni comunali.
Dal 1806 al 1836 Qualiano fece parte del Comune di Panicocoli (Villaricca). Il 5 settembre 1836 re Ferdinando II, con proprio decreto, le conferì l'autonomia amministrativa.
Nel 1816 venne eletto il primo sindaco, Filippo D'Alterio. Per tutto il resto del XIX secolo l'amministrazione cittadina si preoccupò di costruire strade di collegamento, scuole e un acquedotto, al quale furono interessati anche i comuni di Giugliano in Campania, Melito di Napoli e Qualiano. Risale invece al Novecento la costruzione della linea tranviaria che collegava Villaricca con Napoli.

### Simboli
Con Regio Decreto 14 ottobre 1937 furono concessi lo stemma e il gonfalone. Le caratteristiche dello stemma di Villaricca sono:
- Simboli: Lupo, Torre
- Colori: Azzurro, Verde

Descrizione araldica dello stemma: Fondo azzurro, lupo al naturale su di una pianura di verde, sormontato da tre spighe di grano al naturale, circondato da due rami di quercia e di alloro annodati da un nastro dai colori nazionali, il tutto sormontato da una corona con nove torri.

## Monumenti e luoghi d'interesse

### Architetture religiose
Nella cittadina di Villaricca vi sono diverse Chiese, ma gli edifici di maggior rilevanza storica sono la chiesa di San Mattia Apostolo, la chiesa di Santa Maria dell'Arco e la chiesa del Purgatorio.

#### Chiesa parrocchiale di Santa Maria dell'Arco
Il primo nucleo abitato si sviluppò a ridosso della fortezza ducale (X sec. d.C.). La prima Chiesa di San Simplicio (X sec. d. C.), diventata parrocchia nel 1407, risulta infatti decentrata rispetto al centro abitato. a oriente delle rovine dell'antico edificio di culto sorge la Chiesa parrocchiale di Santa Maria dell'Arco che, costruita agli inizi del '500, fu successivamente ristrutturata nel 1700. Dell'antico tempio è rimasta una icona della Madonna col Bambino Gesù del 1300, collocata sulla parete di fondo della parrocchia di S. Maria dell'Arco, entrando a destra. Il campanile è poco discosto dal corpo della chiesa.
La facciata della Parrocchia è ricca di decorazioni in stucco. La chiesa è divisa in tre navate. Sotto alle due piccole navate laterali vi sono 11 altarini sormontati da tele o statue. La navata centrale termina nell'arco trionfale che immette nell'abside, sormontato da quadro su tavole lignee del 1582, con l'immagine della Madonna con il Bambino Gesù, incoronata da due angioletti e ai piedi S. Francesco di Paola e San Giovanni Battista. Anche il fonte battesimale di pregevole fattura risale al Cinquecento. Nel 1668 fu costruito una nuova sacrestia più grande della precedente con un lavabo di marmo ben lavorato. Sopra l'ingresso, sulla cantoria, è posto l'organo del 1700. L'altare maggiore fu rifatto in marmi policromi nel 1717 e sempre agli inizi del Settecento fu costruito il Cappellone del SS. Crocifisso, la cui porta in legno massello, è un vero capolavoro d'intarsio. Sulla parete dell'altare centrale fu collocato quel pregevole Crocifisso, che è poi stato posto sull'altare maggiore.
Il pulpito in legno fu sostituito da quello attuale in marmo nel 1841. Il campanile fu ricostruito dalle fondamenta nel 1859. Le due campane furono rifatte: la piccola nel 1885, del peso di 800 Kg., la grande nel 1911 di Kg. 1.600. Tra settecento, ottocento e novecento anche gli 11 altarini laterali sono stati rivestiti di marmo.

#### Chiesa di San Mattia Apostolo
Fu costruita alcuni decenni dopo quella di Santa Sofia, diventata insufficiente ad accogliere i fedeli. Le prime notizie risalgono alla visita pastorale del 1598. La chiesa ha subito nel corso dei secoli alcune modifiche. Inizialmente aveva l'ingresso dal lato occidentale, con annesso campanile sul lato destro. L'attuale ingresso fu aperto nel 1870, in seguito alla collocazione, sull'altarino frontale, dell'affresco della Madonna delle Grazie, estratto dall'omonima chiesa (già Cappella di Santa Sofia). Vi si insediò nel 1625 la Congrega laica di Santa Maria della Purificazione e la Confraternita della Dottrina Cristiana aggregata a quella dei catecumeni di Napoli.
Nel 1715 i governatori fecero costruire il lavabo e nel 1723 l'ipogeo per le sepolture, come si legge sulla lapide situata al centro del pavimento. Il 2 luglio 1910 crollò il soffitto; il comune, a lavori ultimati, nel 1912 contribuì alla spesa erogando lire 250 a favore degli amministratori della Congrega della Purificazione. La chiesa ancora oggi continua ad essere aperta al culto e a mantenersi con le offerte dei fedeli.

#### Chiesa del Purgatorio

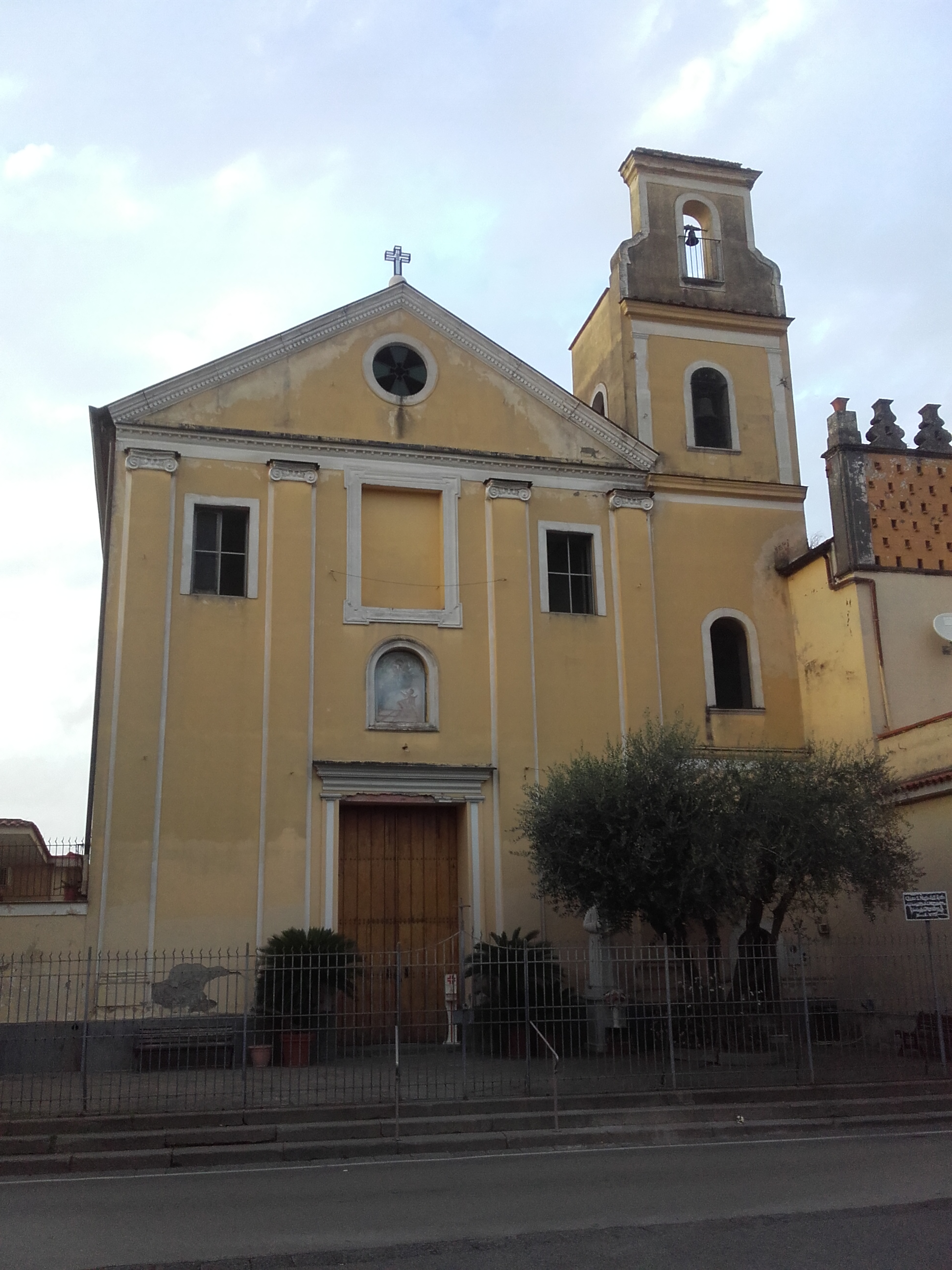
Chiesa di Santa Maria dell'Aiuto

La Chiesa di Santa Maria dell'Aiuto delle Anime del Purgatorio risale al 1682. Fu edificata su un terreno di proprietà del barone Giacinto Casinmiro Parisio.
La nuova chiesa fu costruita su disegno del regio ingegnere e tavolario Stendardi, che ne diresse anche i lavori. Il risultato fu una chiesa molto semplice: una sola navata, con pianta rettangolare lunga palmi 90 (m. 22,50), larga 40 (m. 10) e alta 50 (m. 12,50); soffitto retto da 14 travi di legno, coperti da controsoffitta in tela, al centro della quale fu collocato il pregevole quadro con l'effigie della SS. Vergine dell'Aiuto delle Anime del Purgatorio, titolare della chiesa; sul lato destro della facciata vi fu annesso il campanile di forma quadrata fino all'altezza della chiesa.
Il culto per le Anime del Purgatorio fu introdotto nel paese e nella provincia nella seconda metà del XVII secolo, per volere del papa Clemente X, che concesse le indulgenze plenarie a favore delle Anime del Purgatorio, e del papa Benedetto XIII, che rese applicabili al suffragio molte devozioni particolari.

Il 29 gennaio 1691, alle ore 21:00, avvenne la consacrazione della chiesa con messa solenne celebrata dal rev. Alessio d'Alessio, inviato del cardinale Antonio Pignatelli, a cui presero parte il rettore del seminario di Napoli, il rev. Giuseppe Crispino, il novello sacerdote Tommaso Taglialatela e il clero locale.

#### Altri edifici religiosi
- Chiesa di Santa Rita da Cascia, (1988)
- Chiesa di San Pasquale Baylon, (1975)
- Chiesa di San Francesco d'Assisi, (1995)
- Chiesa di San Giovanni Paolo II
- Chiesa di Santa Maria Addolorata (1858) con adiacente orfanotrofio
- Cappella di San Giuseppe in "Villa San Giuseppe", (1973)
- Cappella del Sacro Cuore in Via G. Siani, (1988)

### Palazzi
A Villaricca vi sono diversi palazzi di rilevanza storica. Degno di nota è soprattutto il Palazzo Baronale.

#### La dimora dei Baroni
Il Palazzo Baronale di Villaricca è situato in Piazza Majone e risale probabilmente al XV secolo.

Il barone Giovanni Antonio Parisio fece costruire le carceri e la casa Pretoria nel 1653. Altri ampliamenti, sempre sul lato destro, oggi palazzo Majone n° 48, furono apportati dal barone Carlo de Taxis verso il 1710. Costui, tra l'altro, fece anche sostituire le baracche in legno dell'antistante piazza-mercato con quelle attuali in muratura con porticato spagnoleggiante. Il castello normanno fu incorporato da altre costruzioni dai baroni Petra (1728 - 1811) che vi costruirono sul lato sinistro fino al numero civico 22 di "Corso Vittorio Emanuele", dove fecero erigere anche una cappella di famiglia intorno al 1750.

Le segrete, situate a trenta metri di profondità, raggiungibili con scalini in pietra di tufo, sono state esplorate dal gruppo archeologico G. Chianese e trovate in buono stato di conservazione ad eccezione degli scalini incerti in alcuni punti.

Sul retro del palazzo baronale vi era un ampio giardino che subì una prima decurtazione a fine Ottocento, in seguito al prolungamento di via Micillo da mettere in comunicazione con via Orologio. Il rimanente giardino da qualche decennio è diventato una Villa Comunale.

Il palazzo baronale è diventato sede della Sala Consiliare dedicata a Don Luigi Sturzo e di una Sala Polifunzionale dedicata a Sergio Bruni.

### Altri luoghi d'interesse
- Resti di una Villa rustica dell'età Romana nel Parco urbano dei Camaldoli Sud[12]
- Antiche Masserie, testimonianze della civiltà contadina
- Casamatta (o caposaldo) "Bologna"[13], una delle architetture militari di difesa realizzate durante la seconda guerra mondiale e situate nella zona[14], presente nelle vicinanze della cosiddetta rotonda Maratona.
- Ville in stile Liberty di inizio mille Novecento, come villa Landi.
- Monumento ai caduti della Grande Guerra (con statua risalente al 1975)[15]
- Tracce di centuriazione dell'Ager Campanus[16][17]

## Società

### Evoluzione demografica
Abitanti censiti

### Etnie e minoranze straniere
Al 31 dicembre 2023 la popolazione straniera era di 732 persone, pari al 2,44% della popolazione.

### Religione
Il comune fa parte dell'arcidiocesi di Napoli, il santo patrono è san Rocco.

### Tradizioni e folclore
La "Festa Religiosa in onore della Madonna dell'Arco, di san Rocco di Montpellier e di san Gennaro vescovo e martire" si celebra ogni anno nella seconda settimana di settembre. Nei due giorni successivi ha inoltre luogo la Ballata del Giglio, costruzione lignea alta circa venti metri, svolta per le strade del centro in collaborazione con le paranze di Brusciano, Casavatore e Nola.

### Eventi
A partire 2008 e per alcuni anni a seguire si è tenuto a Villaricca l'AWOP, acronimo di A World Of Peace Festival, rassegna di tutte le arti contro le mafie, il razzismo, l'omofobia, la xenofobia, le guerre. Diversi artisti provenienti da ogni parte d'Italia e anche dall'estero si esibivanno nel centro storico. L'evento, elogiato dalla Presidenza della Repubblica, è stato premiato dalla Rete dei Festival del MEI come secondo miglior festival italiano del 2009.

## Cultura

### Istruzione
La biblioteca comunale è situata nel palazzo Somma-Baldascini in via Sei Martiri.

#### Scuole
L'unico liceo presente nel territorio Villaricchese è il Liceo Pluricomprensivo Renato Cartesio, liceo scientifico e classico succursale dell'omonima sede centrale di Giugliano in Campania.

## Geografia antropica

### Urbanistica
Villaricca, tra gli ultimi anni del '900 e l'inizio degli anni 2000 è stata al centro di un forte sviluppo urbanistico (popolazione raddoppiata nel periodo 1981-2001). Costituisce un unico grande abitato con la confinante Giugliano. Fa parte del comprensorio giuglianese con i comuni di Qualiano, Calvizzano, Marano di Napoli e Mugnano di Napoli. Inoltre, è situata a nove chilometri a nord di Napoli ed è parte integrante dell'agglomerato urbano del capoluogo partenopeo.

### Frazioni
Torretta-Scalzapecora è una frazione di 4 383 abitanti, generalmente chiamata dalla popolazione locale col nome "Villaricca 2". È attraversata da "via consolare campana" che prende il nome dalla strada di origine romana via Antica consolare campana. Una striscia di terra lunga circa 250 m appartenente al comune di Calvizzano separa la frazione di Torretta-Scalzapecora dalla parte principale del comune di Villaricca.

## Economia
Un tempo centro agricolo, Villaricca si trova oggi a fare i conti con gli effetti di una spaventosa politica di speculazione edilizia (popolazione raddoppiata nel periodo 1981-2001) che, vedendo l'importazione massiccia di nuclei familiari dal capoluogo partenopeo e dai centri vicini, ha ridotto di moltissimo il numero delle aree ancora disponibili per la continuazione di attività realmente produttive, come quella legata al settore primario dell'economia.
Una delle conseguenze di simile dissesto territoriale è l'insediamento nella periferia cittadina e lungo la Circumvallazione Esterna di Napoli di attività commerciali (depositi, spedizionieri fino a locali per il tempo libero), incapaci di slegarsi da una logica di supporto dell'abnorme sviluppo urbanistico e di raggiungere propri livelli di autonomia e di interazione con gli altri sostrati economici locali.

### Prodotti tipici

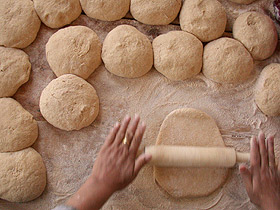
Preparazione del pane

Nonostante le avversità sopravvive, anche dopo la massiccia urbanizzazione, la coltivazione dei famosi fagioli tondini di Villaricca.
Il Pane di Panicocoli è una pagnotta prodotta mediante antichi sistemi di lavorazione. Molto conosciuta è la lavorazione del pane, cotto in vecchi forni a legna e che diede il vecchio nome alla città: Panicocoli.

## Infrastrutture e trasporti

### Mobilità urbana
Villaricca è attraversata da alcune linee autobus. Una di queste appartiene all'ANM, la linea 162 che collega la stazione di Giugliano, della linea Arcobaleno, con le stazioni di Chiaiano e di Frullone, della linea 1.

### Strade
Villaricca è collegata ai comuni limitrofi e al capoluogo attraverso la Circumvallazione Esterna di Napoli che non ha più le caratteristiche di strada a scorrimento veloce, ma funge da strada locale. È situata a diversi kilometri da tre supporti viari: l'Asse Mediano, l'uscita Napoli nord dell'Autostrada A1 Milano-Napoli e la Tangenziale di Napoli.

Inoltre dista circa dieci chilometri dall'aeroporto internazionale di Napoli-Capodichino.

### Ferrovie

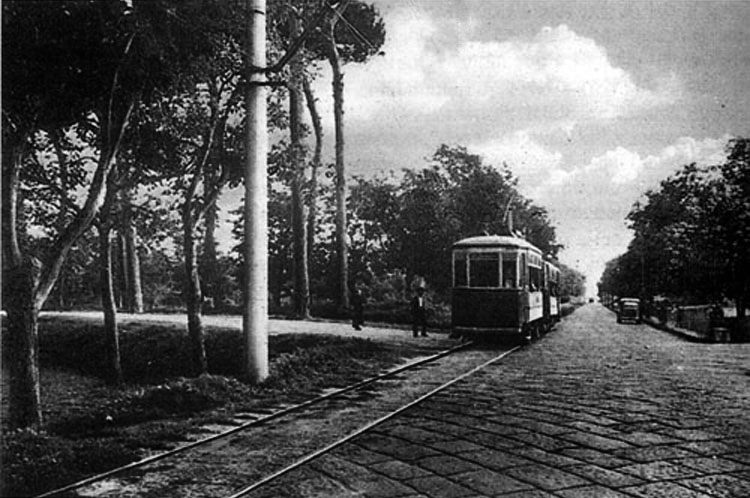
Tram a Villaricca, anni '30

A Villaricca transitavano due relazioni su ferro: la linea tranviaria Napoli-Giugliano, facente parte delle cosiddette tranvie di Capodimonte, inaugurata nel 1900, incorporata nella rete urbana di Napoli e soppressa nel 1960; e la ferrovia Alifana Bassa in servizio fino al 1976 che serviva il comune attraverso la stazione di Giugliano-Villaricca.

### Progetti intercomunali
Era in via di progettazione nel corso degli anni 2000 una metropolitana leggera, denominata MicroMetrò, il cui percorso si sarebbe dovuto sviluppare da Villaricca, passando per Mugnano, Calvizzano, Marano e terminando alla fermata di Piscinola della Linea 1 della metropolitana di Napoli. Tuttavia, i fondi già stanziati per il MicroMetrò furono spostati per finanziare i lavori della Linea 1.
Nel dicembre 2022 venne approvato dalla città metropolitana di Napoli il nuovo Piano Urbano della Mobilità Sostenibile che ipotizzava la costruzione, entro il 2031, di una tramvia a sede riservata, detta Gronda Ovest, che dalla stazione di Chiaiano della Linea 1 sarebbe passata per i comuni di Mugnano di Napoli, Marano di Napoli, Calvizzano, Villaricca, Qualiano e Giugliano in Campania, fino alla stazione di Licola della Circumflegrea.

Il 28 gennaio 2025 venne presentato il piano del Comune e della Città Metropolitana di Napoli per il potenziamento del trasporto di massa, e tra i progetti presentati da far finanziare al Ministero dei Trasporti venne riproposto il progetto "Gronda Ovest" come monorotaia sopraelevata che da Scampia segue il tragitto della Circumvallazione Esterna di Napoli e collega Mugnano, Villaricca, Giugliano e Qualiano.

## Amministrazione

### Cronotassi dei sindaci
Di seguito la lista dei sindaci:
| Periodo         | Periodo         | Primo cittadino                                    | Partito                            | Carica                    | Note          |
| --------------- | --------------- | -------------------------------------------------- | ---------------------------------- | ------------------------- | ------------- |
| 1943            | 1944            | Raffaele Landi                                     |                                    | Commissario               |               |
| 1944            | 1944            | Vincenzo Landi                                     |                                    | Sindaco                   |               |
| 1945            | 1946            | Domenico Cacciapuoti                               |                                    | Sindaco                   |               |
| 1946            | 1948            | Eduardo Chianese                                   |                                    | Sindaco                   |               |
| 1948            | 1952            | Arnaldo D'Aniello                                  | Democrazia Cristiana               | Sindaco                   |               |
| 1952            | 1965            | Francesco D'Aniello                                | Democrazia Cristiana               | Sindaco                   |               |
| 1965            | 1966            | Mario Albano                                       |                                    | Commissario               |               |
| 1966            | 1971            | Nicola Landi                                       | Democrazia Cristiana               | Sindaco                   |               |
| 1971            | 1973            | Giuseppe Chianese                                  | Partito Socialista Italiano        | Sindaco                   |               |
| 1973            | 1974            | Roberto Amato                                      |                                    | Commissario               |               |
| 1975            | 1984            | Raffaele Mastrantuono                              | Partito Socialista Italiano        | Sindaco                   |               |
| 1985            | 1985            | Giuseppe Bianco                                    |                                    | Sindaco                   |               |
| 1985            | 1990            | Carlo D'Alterio                                    | Partito Socialista Italiano        | Sindaco                   |               |
| 1990            | 1992            | Raffaele Mastrantuono                              | Partito Socialista Italiano        | Sindaco                   |               |
| 1993            | 1993            | Armando Ciccarelli                                 | Partito Democratico della Sinistra | Sindaco                   |               |
| 1993            | 1996            | De Vivo-Magno-D'Angelo                             |                                    | Comm. straordinaria       |               |
| 15 giugno 1996  | 28 luglio 1996  | Nicola Campanile                                   | Partito Democratico della Sinistra | Sindaco                   |               |
| dicembre 1996   | maggio 2001     | Nicola Campanile                                   | Partito Democratico della Sinistra | Sindaco                   | [ 30 ]        |
| 2001            | 2006            | Raffaele Topo                                      | La Margherita                      | Sindaco                   |               |
| 2006            | 2011            | Raffaele Topo                                      | La Margherita                      | Sindaco                   |               |
| 2011            | 15 giugno 2016  | Francesco Gaudieri                                 | Partito Democratico                | Sindaco                   |               |
| 15 giugno 2016  | 5 agosto 2021   | Maria Rosaria Punzo                                | Partito Democratico                | Sindaco                   | [ 31 ] [ 32 ] |
| 6 agosto 2021   | 30 ottobre 2023 | Rosalba Scialla, Antonio Giaccari, Desirè D'Ovidio |                                    | Commissione straordinaria | [ 33 ] [ 34 ] |
| 30 ottobre 2023 | in carica       | Francesco Gaudieri                                 | liste civiche                      | Sindaco                   | [ 35 ]        |

## Sport
Nel comune sono presenti alcune strutture sportive come il "palazzetto dello sport" e la "piscina olimpionica".